# Kastoria-See
Der Kastoria-See (griechisch Λίμνη Καστοριάς Limni Kastorias, auch Orestida-See Λίμνη Ορεστίδος oder Orestiada-See Λίμνη Ορεστιάδος) ist ein natürlicher See in der Region Westmakedonien in Griechenland. Er befindet sich mit seiner gesamten Fläche in der Gemeinde Kastoria in einer Höhe von 629 m über dem Meeresspiegel. Unmittelbar am Ostufer des Sees liegt auf einer steil ansteigenden Halbinsel die Stadt Kastoria.
Der See hat eine maximale Länge von etwa 7,5 km und eine größte Breite von 5,4 km. Die mittlere Tiefe beträgt 4 m, die maximale 8,5 m. Die vom Kastoria-See bedeckte Fläche misst 28,7 km², woraus ein Wasservolumen von 120 Millionen Kubikmeter resultiert. Der See wird aus dem umgebenden Bergen gespeist. Das Wassereinzugsgebiet beläuft sich auf 304 km². Der Abfluss erfolgt zum Aliakmonas. Die Wassererneuerungszeit des Kastoria-Sees beträgt 2,3 Jahre. Im Mittel beträgt die Temperatur des Sees 15 °C, die maximale Temperatur des Sees wurde mit 22 °C bestimmt.
Unter dem griechischen Namen Limni Orestias (Kastorias) ist der See als Natura-2000-Schutzgebiet ausgewiesen.

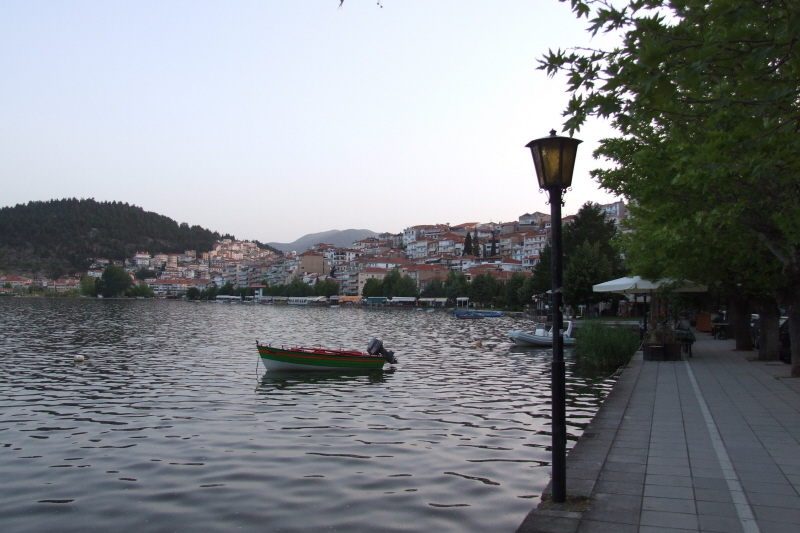
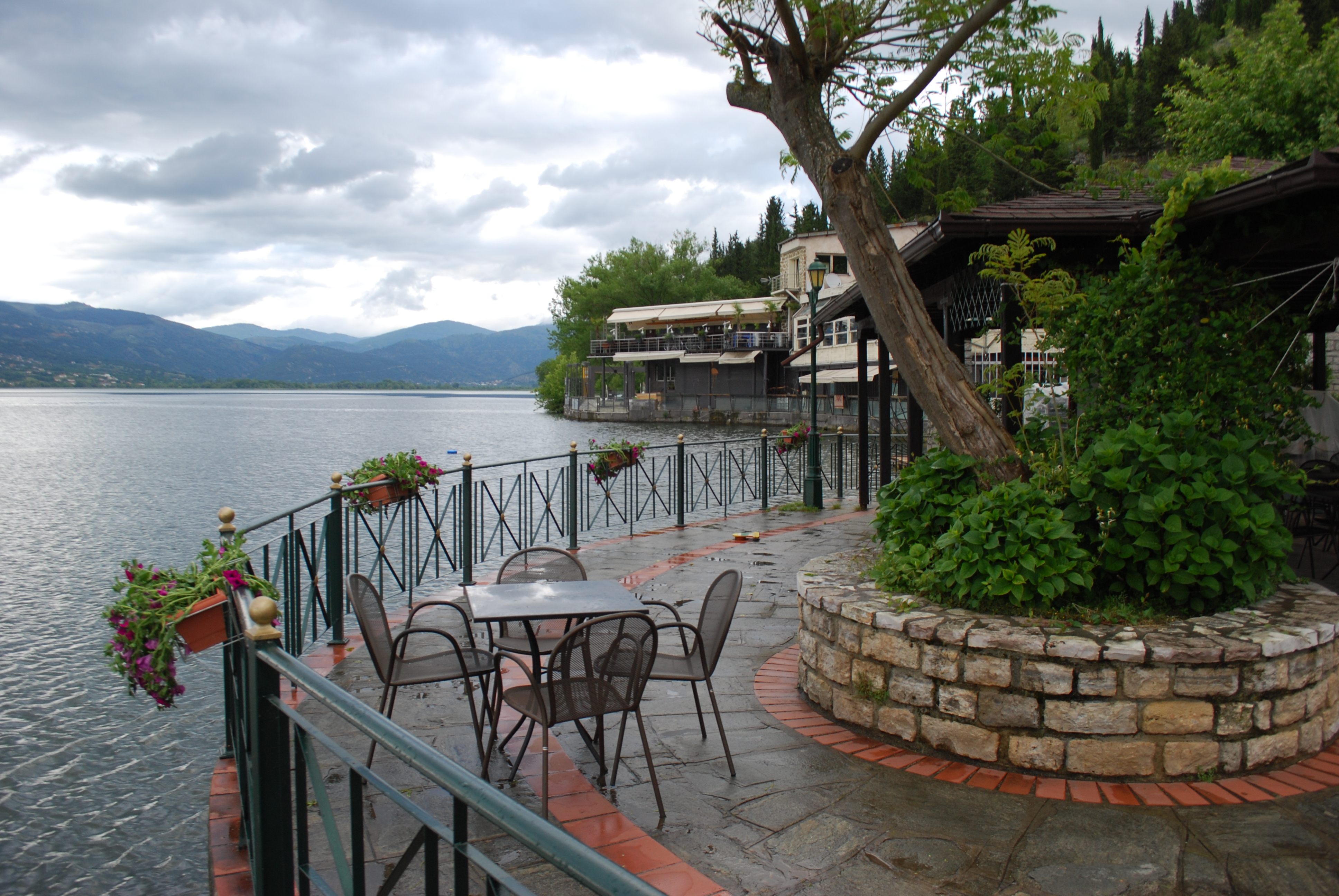
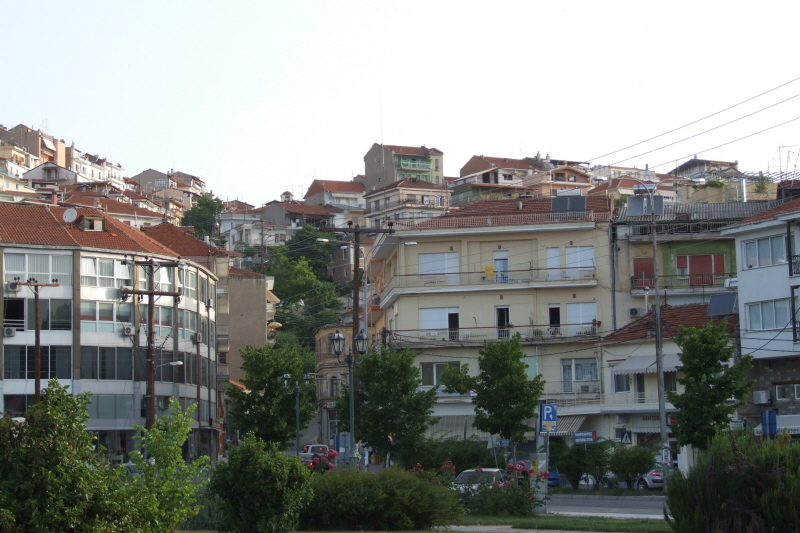